# Al Qurayn
Al Qurayn (arabiska: القرين) är en ort i Egypten.   Den ligger i guvernementet ash-Sharqiyya, i den norra delen av landet, 80 km nordost om huvudstaden Kairo. Al Qurayn ligger 12 meter över havet och antalet invånare är 61 730.
Terrängen runt Al Qurayn är mycket platt. Runt Al Qurayn är det ganska tätbefolkat, med 129 invånare per kvadratkilometer. Närmaste större samhälle är Abu Kabir, 13,5 km nordväst om Al Qurayn. Trakten runt Al Qurayn består till största delen av jordbruksmark.